# Grijs kattenkruid
Grijs kattenkruid (Nepeta ×faassenii) is een sterk geurende vaste plant, die behoort tot de lipbloemenfamilie (Lamiaceae). De plant staat in de Nederlandse wachtkamer als nieuwe plant die nu ook in het wild in Nederland voorkomt. De plant wordt gebruikt in de siertuin en is van daaruit verwilderd.
De plant wordt 20-50 cm hoog en heeft liggende tot opstijgende stengels, die zowel kaal als viltig behaard kunnen zijn. De stengel wortelt op de knopen. De grijsgroene bladeren zijn eirond-lancetvormig en hebben een afgeknotte tot wigvormige voet.
Grijs kattenkruid bloeit van juni tot de herfst met violetblauwe bloemen. De kroonbuis is even lang als de kelk. De bloemen zitten in schijnkransen.
De vrucht is een vierdelige splitvrucht.

## Cultivars
Enkele cultivars zijn:
- Nepeta ×faassenii 'Dropmore Blue'
- Nepeta ×faassenii 'Six Hills Giant'
- Nepeta ×faassenii 'Walker's Low'

## Namen in andere talen
- Engels: Cat Mint, Catmint